# Miroslava Jaškovská
Miroslava Jaškovská, provdaná Pospíšilová (* 5. března 1955 Čeladná) je bývalá československá běžkyně na lyžích.

## Lyžařská kariéra
Na XII. ZOH v Innsbrucku 1976 skončila v běhu na lyžích na 5 km na 23. místě. Na mistrovství světa ve Falunu 1974 skončila ve štafetě na 3. místě a v individuálním závodě na 5 km klasicky skončila na 21. místě.